# Eremiaphila genei
Eremiaphila genei è una specie di mantide religiosa appartenente al genere Eremiaphila.